# Tampa Bay Times
Tampa Bay Times (autrefois nommé  St. Petersburg Times) est un quotidien américain qui paraît en Floride et fondé en 1884.

## Histoire
Il a remporté 6 Prix Pulitzer depuis 1964. Il est publié par la Times Publishing Company, qui est possédée par Poynter Institute, une école de journalisme qui se trouve à côté de l’université du Sud de la Floride à St. Petersburg.
Le quotidien change de nom et devient le Tampa Bay Times le 1er janvier 2012.
En mai 2016, Tampa Bay Times acquiert Tampa Tribune, son rival local de longue date, dans l'objectif de fusionner leur activité et de fermer le journal Tampa Tribune.